# Zderzenie boczne
Zderzenie boczne (pojazdów mechanicznych) – zderzenie dwóch pojazdów (dotyczy to zazwyczaj samochodów i statków), w którym przód jednego z nich - w sposób niezaplanowany (oprócz testów zderzeniowych) - uderza w bok (dochodzi do kontaktu) drugiego pojazdu; zjawisku temu towarzyszy wyzwolenie dużej (ogromnej) niszczącej siły zagrażającej uczestnikom utratą zdrowia lub życia.

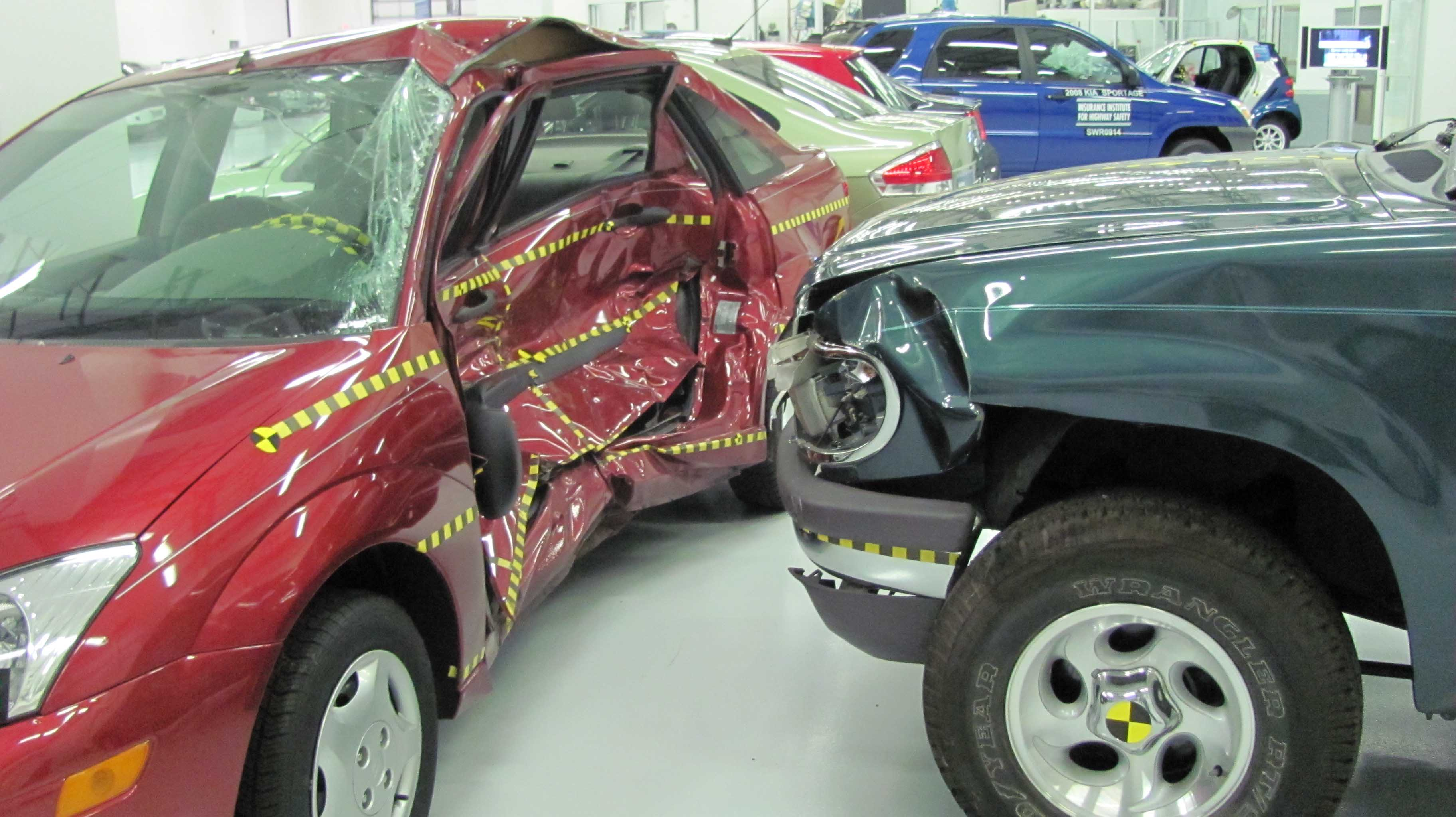
Zderzenie boczne z testów zderzeniowych; Ford Focus i Ford Explorer

Z uwagi na lokalizację zderzenia boczne dzielimy na:
- boczne (przesunięte),
- ukośne tylne,
- ukośne przednie.

W zderzeniu bocznym najczęściej dochodzi do obrażeń głowy, szyi i klatki piersiowej, a także miednicy i brzucha; kierowca i pasażer(owie) narażeni są na uderzenie przez odkształcone i zdeformowane drzwi.
W Europie ok. 1/3 wszystkich obrażeń ciała i ofiar śmiertelnych w kolizjach i wypadkach drogowych jest wynikiem zderzeń bocznych.